# 萨姆韦尔·沙赫拉马尼扬
萨姆韦尔·谢尔盖·沙赫拉马尼扬（1978年12月1日—）是阿爾察赫共和國的政治人物，曾任職於阿爾察赫政府數個部門，且為阿爾察赫武裝部隊少將。他曾短暫擔任阿爾察赫國務部長，後於2023年9月10日上任阿爾察赫總統。

## 生平
萨姆韦尔·沙赫拉马尼扬與阿爾察赫前總統巴科·薩哈揚關係緊密，在其任上曾任阿爾察赫國安局長。
2023年8月31日，阿爾察赫總統阿拉伊克·阿魯秋尼揚宣布辭職，並在卸任前任命萨姆韦尔·沙赫拉马尼扬為阿爾察赫國務部長。9月6日議會在野陣營提名沙赫拉马尼扬為總統候選人，並獲議會最多席次的自由祖國-UCA聯盟支持。9月9日舉行的總統選舉中，沙赫拉马尼扬作為唯一的候選人，在23名代表中獲22名支持而當選。
2023年納戈爾諾-卡拉巴赫衝突後，沙赫拉马尼扬於9月28日簽署命令，阿爾察赫共和國將於2024年1月1日解散所有國家機構並停止存在。12月22日，阿爾察赫共和國流亡總統宣布，他先前解散共和國及其機構的法令無效，並表示沒有正式文件規定解散政府機構。